# 並川義隆

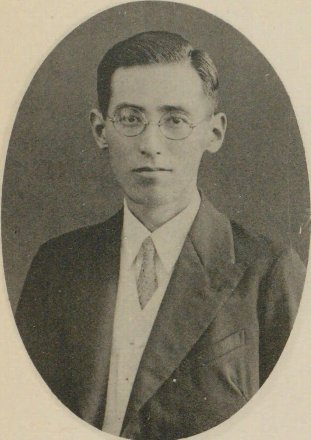
並川義隆

並川 義隆（なみかわ よしたか、1898年（明治31年）4月11日 - 1975年（昭和50年）1月2日）は、日本の内務・警察官僚。官選滋賀県知事。

## 経歴
京都府出身。並川栄慶の長男として生まれる。第三高等学校を卒業。1921年11月、高等試験行政科試験に合格。1922年、京都帝国大学法学部を卒業。内務省に入省し大阪府属となる。
以後、地方警視・宮崎県警察部保安課長、徳島県警察部保安課長、地方事務官・秋田県農務課長兼知事官房秘書課長兼文書課長、奈良県地方課長、同勧業課長、福井県学務部長、岡山県学務部長、島根県総務部長などを経て、1939年4月、富山県総務部長となる。1940年4月、東京府書記官・経済部長に就任。
1942年1月、滋賀県知事（「滋賀県知事一覧」参照）に就任。戦時下の対応に尽力。1943年7月に知事を退任。その後、食糧管理局長官を務め、1946年に退官。公職追放となった。

## 親族
- 妹 将子（日野西資忠夫人）[5]